# Frank Wilbur House
Frank Wilbur House – zabytkowy dom przy 1273 Park Avenue w Woonsocket, w pobliżu Park Square. Zbudowany ok. 1923 jest budynkiem o charakterystycznej architekturze z japońskimi elementami. Ma złożoną linię dachu z trzema szczytami i ganek wejściowy w kształcie litery L ze słupkami zamontowanymi na wysokich filarach z żółtej cegły. Frank Wilbur był rolnikiem, który zbudował ten budynek pomiędzy swoją farmą a terenami targowymi Woonsocket Agricultural Society, które teraz są częścią Our Lady Queen of Martyrs Church.
W 1982 budynek został wpisany do National Register of Historic Places.